# Acer caudatifolium
Acer caudatifolium — вид квіткових рослин із роду клен (Acer).

## Морфологічна характеристика
Це однодомне дерево до 20 м заввишки. Кора темна. Гілочки тонкі, голі; зимові бруньки еліпсоїдні; луски голі. Листки опадні: листкові ніжки 3–4 см завдовжки, голі; листові пластинки знизу блідо-зелені, зверху темно-зелені й голі, яйцеподібні чи яйцювато-довгасті, (5)6–10(11) × 3–4.5 см, край густо зубчастий з гострими зубами, верхівки хвостато-загострені. Суцвіття китице-зонтикоподібні, ≈ 15-квіткові. Чашолистків 5, пурпурні, довгасті, 2–2.5 мм, верхівка тупа. Пелюсток 5, білі. Тичинок 8, коротші від чашолистків. Плід жовтувато-коричневий; горішки опуклі, ≈ 5 мм у діаметрі; крила всередину борознисті, 2-2.2 × ≈ 1.2 см, крила тупо розправлені. Період цвітіння: березень; період плодоношення: липень і серпень.

## Середовище проживання
Цей вид є ендеміком Тайваню. Зростає в низинних і гірських змішаних лісах на висотах 200–3000 метрів.

## Використання
Цей вид часто вирощують ex situ через його цінність для садівництва.

## Синоніми
Синоніми:
- Acer kawakamii Koidz.
- Acer ovatifolium Koidz.
- Acer pectinatum subsp. formosanum A.E.Murray
- Acer taiton-montanum Hayata

## Галерея

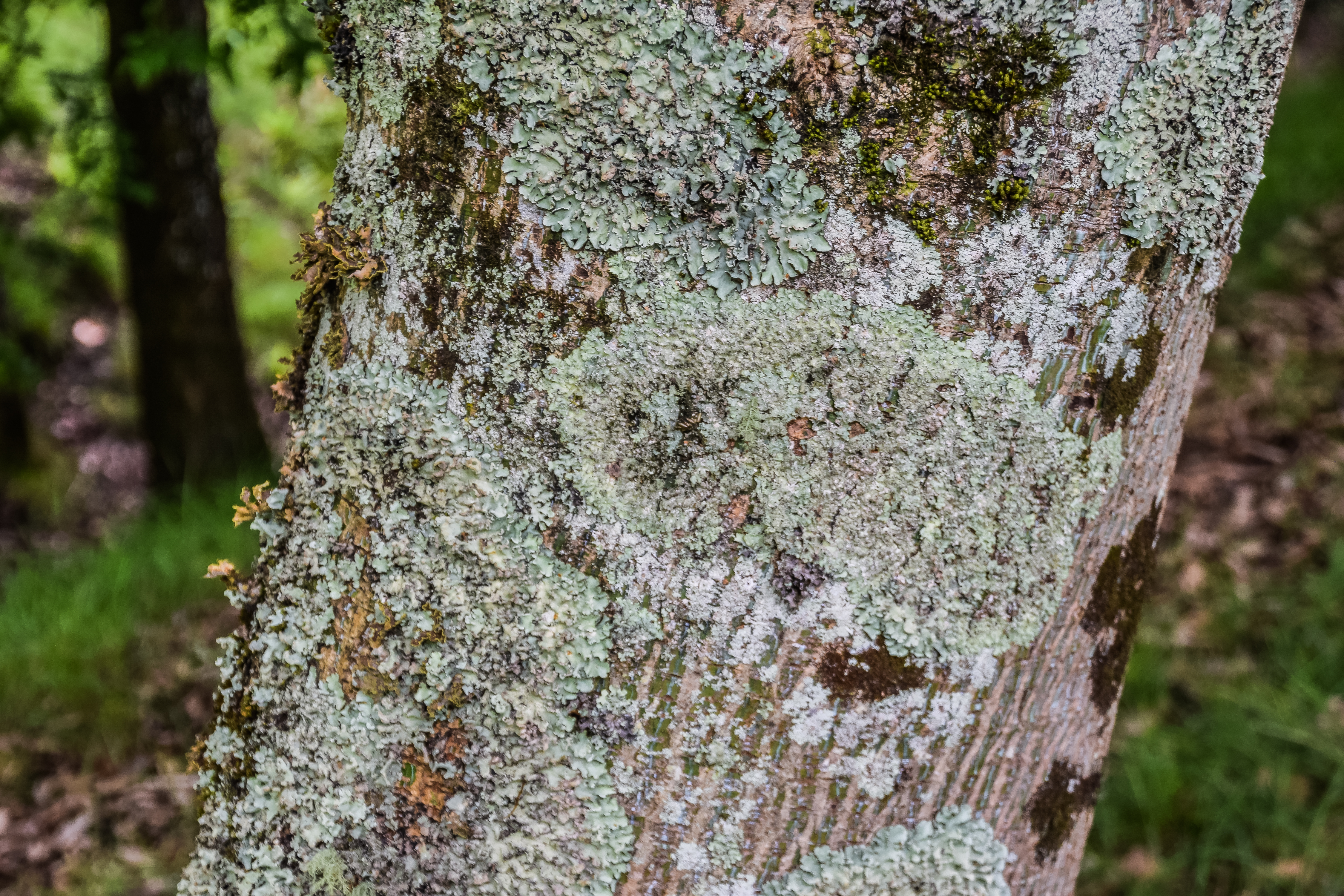
старий стовбур
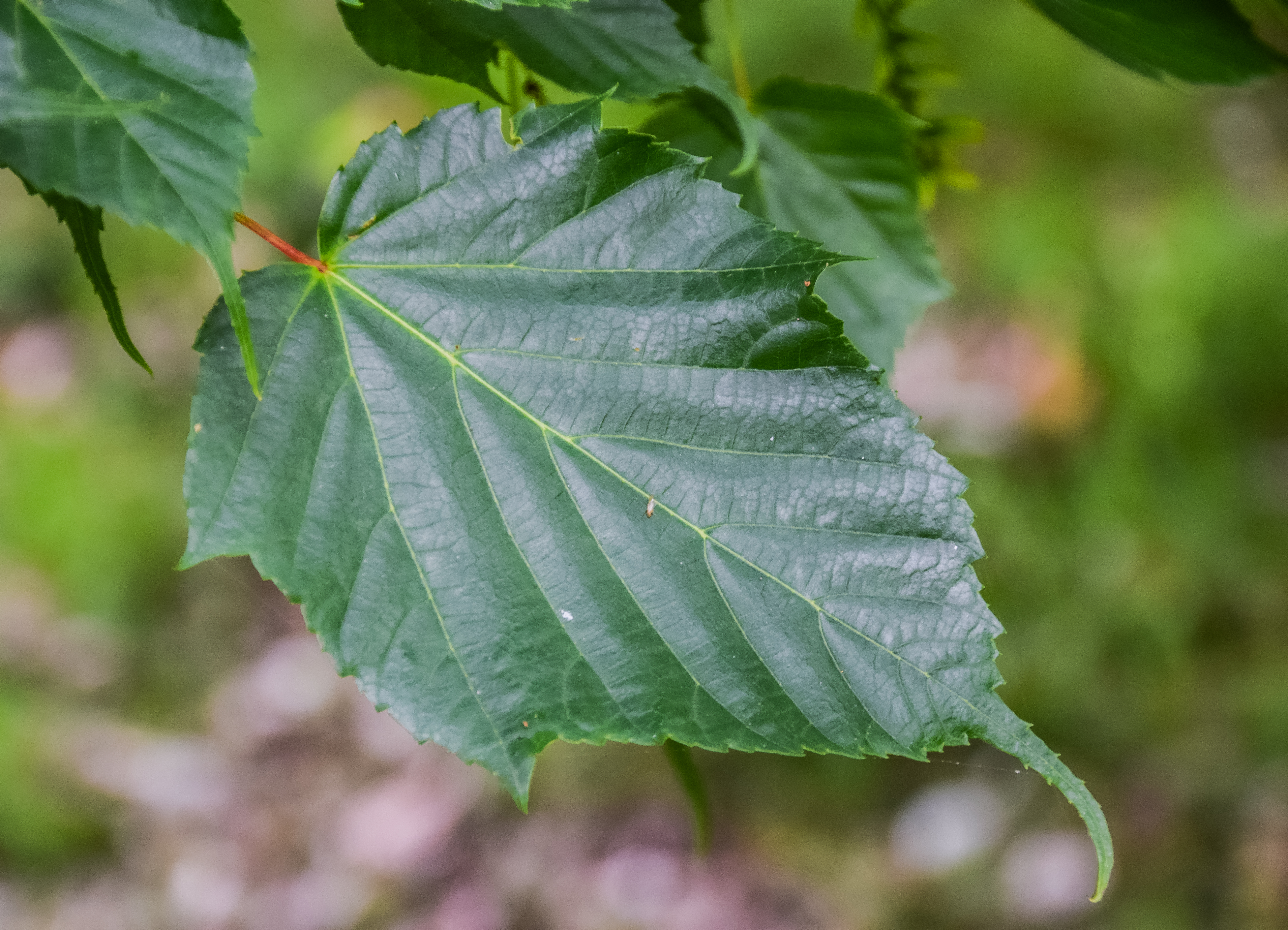
листок
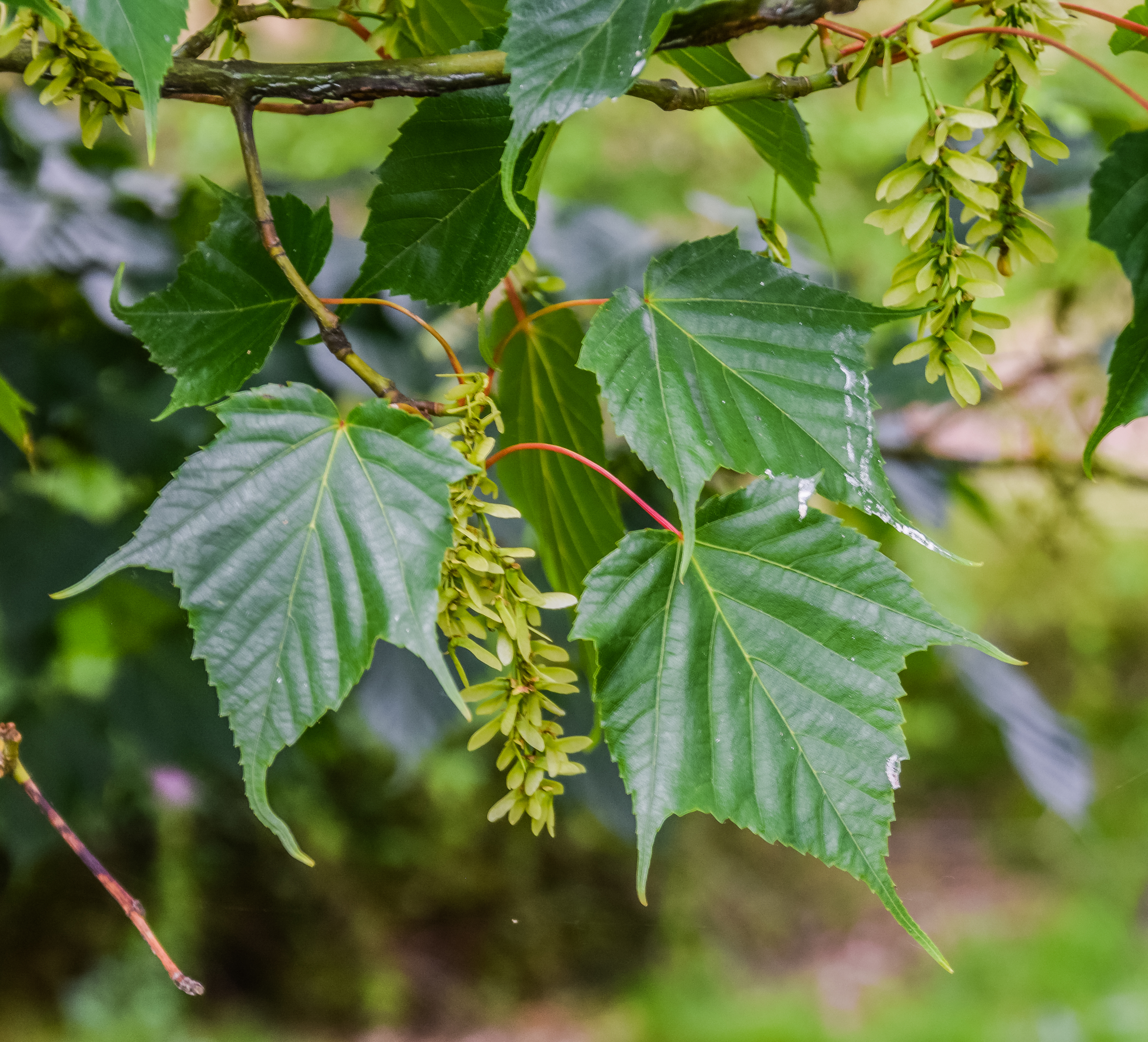
листки
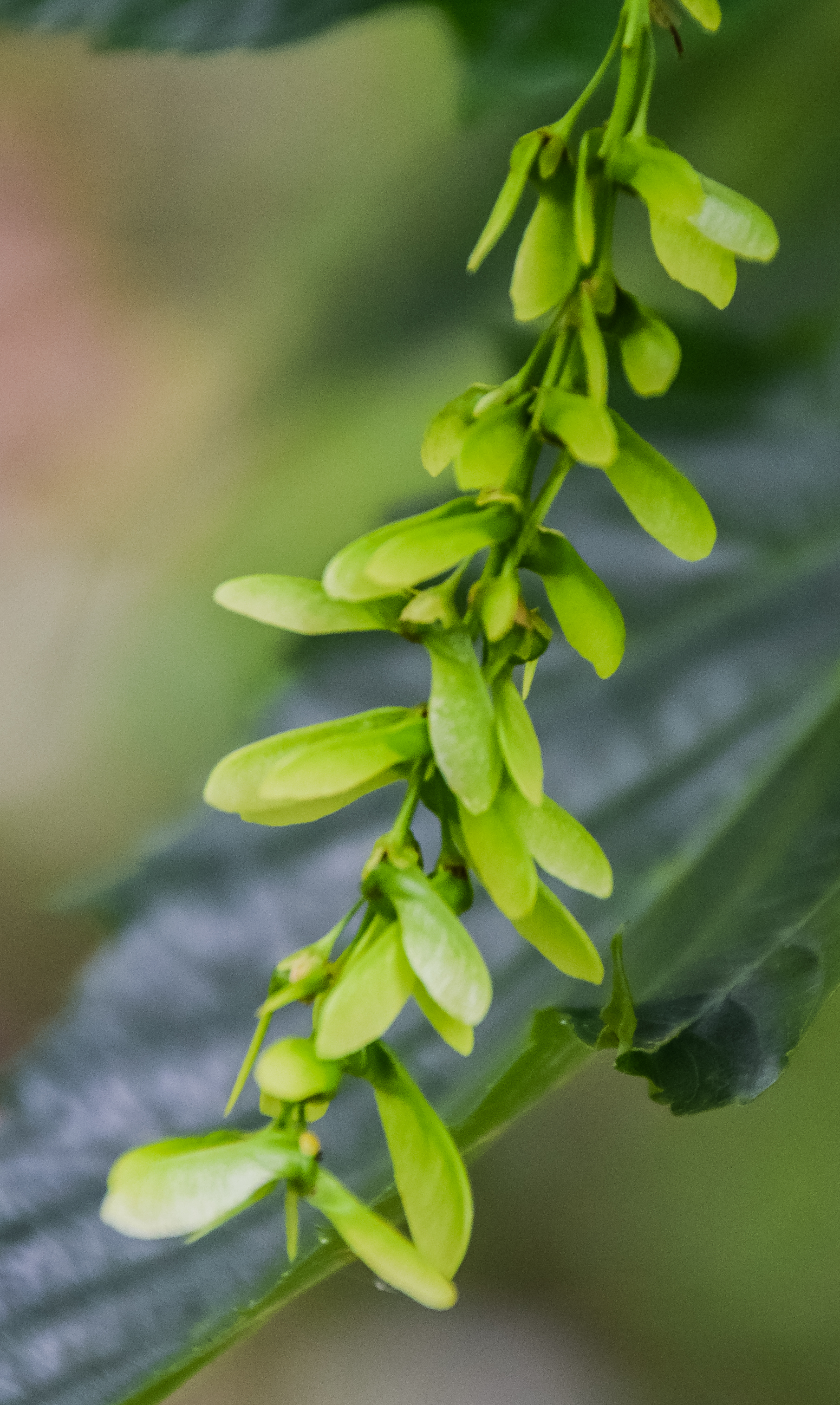
молоді плоди